# River Yarrow
Der Yarrow ist ein Fluss in Lancashire im Norden von England. 
Er ist ein Nebenfluss des River Douglas.
Er entspringt dem Rivington Moor nahe dem Upper Rivington Reservoir. Er mündet in das Yarrow Reservoir von wo aus sein Wasser durch das Anglezarke Reservoir zu den Rivington Reservoiren gelangt, um dann den Stausee endgültig zu verlassen. Er passiert die Autobahn M 61 und den Leeds and Liverpool Canal. Südlich von Chorley fließt ihm der Black Brook zu und verbreitert ihn, um dann durch den Yarrow Valley Park zu fließen. Der Weg des Flusses führt dann nach Norden, südlich von Euxton, nördlich von Eccleston und dann durch Croston. Er vereinigt sich dann mit dem River Lostock und mündet östlich von Sollom und nördlich von Tarleton in den River Douglas.